# 워뜨
워뜨(암하라어: ወጥ, 발음: [wətʼ]) 또는 써브히(티그리냐어: ጸብሒ, 발음: [sʼɐbħi])는 에티오피아와 에리트레아의 음식이다. 은저라와 함께 먹는다.

## 만들기
기름을 두르지 않은 냄비나 팬에 다진 양파를 천천히 볶아 수분을 모두 날린 후, 버르버레 등의 향신료와 조미된 버터기름인 느뜨르 끄베를 넣고 볶아서 스튜처럼 끓여 낸다.

## 종류
크게 붉은색을 띠는 매운 꺼이 워뜨(ቀይ ወጥ)와 노란 색을 띠며 맵지 않고 담백한 알르짜 워뜨(አልጫ ወጥ)로 나눌 수 있다.
고기를 넣은 스가 워뜨(ሥጋ ወጥ)를 널리 먹는데, 특히 닭고기를 넣어 만든 도로 워뜨(ዶሮ ወጥ)는 에티오피아의 국민 음식으로 여겨진다. 고원 지역에서는 양고기로 만든 버그 워뜨(በግ ወጥ)를, 건조한 지역에서는 염소고기로 만든 프열 워뜨(ፍየል ወጥ)를 먹고, 도시 지역과 큰 마을에서는 쇠고기로 만든 버레 워뜨(በሬ ወጥ)가, 호수 근처에서는 생선으로 만든 아사 워뜨(ዓሣ ወጥ)가 흔하다. 고기가 들어가지 않는 워뜨는 누에콩이나 완두, 병아리콩 등 콩을 넣어 만든다. 콩 퓌레로 만든 것은 슈로 워뜨(ሽሮ ወጥ), 짜개로 만든 것은 크크 워뜨(ክክ ወጥ)라 부르며, 렌즈콩으로 만든 것은 므스르 워뜨(ምስር ወጥ)라 부른다.

## 같이 보기
- 버야이너투